# The Free Spirits
The Free Spirits est un groupe américain considéré comme le premier représentant du jazz-rock. Le groupe intègre également des éléments de pop et de garage rock. Leur premier album, Out of Sight and Sound, est enregistré en 1966 et publié en 1967.

## Histoire
Le groupe se forme à New York comme formation de jazz. Tous ses membres, à l’exception de Chip Baker, sont issus du jazz. Selon le batteur Bob Moses, le guitariste Larry Coryell oriente le répertoire vers des sonorités plus rock. Le groupe se produit à plusieurs reprises dans le club new-yorkais The Scene, sans dégager de revenus significatifs, percevant seulement dix dollars par soir pour l’ensemble. Il accompagne également The Rascals lors de certaines de leurs prestations.
En 1967, Larry Coryell quitte le groupe pour jouer avec Gary Burton. Bob Moses le rejoint également, car il sait que le groupe ne sera plus le même sans Coryell. Jim Pepper, Chris Hills et Columbus « Chip » Baker forment alors le groupe Everything Is Everything avec Lee Reinoehl aux orgues Hammond C-3, ainsi que John Waller et Jim Zitro à la batterie. Le label Vanguard publie leur album éponyme, qui comprend la composition de Pepper, Witchi Tai To. Par la suite, Moses enregistre avec Jack DeJohnette, Steve Swallow, Pat Metheny, Jaco Pastorius et Larry Coryell.

## Membres
- Larry Coryell – guitare solo, sitar, chant principal
- Columbus « Chip » Baker – guitare rythmique, chœurs
- Jim Pepper – saxophone ténor, flûte
- Chris Hills – guitare basse
- Bob Moses – batterie

## Discographie
- Out of Sight and Sound (ABC, 1967)
- Live at the Scene (Sunbeam, 2011)